# Jean-Baptiste Dupont (organiste)
Pour les articles homonymes, voir Jean-Baptiste Dupont.
Jean-Baptiste Dupont (né en 1979) est un organiste interprète et improvisateur français.

## Biographie
Né en 1979, Jean-Baptiste Dupont mène une carrière internationale de musicien concertiste qui l'a conduit dans plusieurs pays d'Europe, aux États-Unis et en Russie. Son répertoire s'étend de la renaissance à nos jours, mais Jean-Baptiste Dupont est aussi considéré comme l'un des improvisateurs les plus doués de sa génération. Il s'est produit à la radio aux États-Unis et en France. Il est régulièrement invité pour des masterclass, notamment dans le domaine de l'improvisation. Il a été membre de jury de concours aux États-Unis et en Allemagne.
Il a été finaliste dans un nombre important de concours internationaux tant en improvisation qu'en interprétation. Il est lauréat du concours international d'interprétation Xavier Darasse de Toulouse en octobre 2008 (3e prix) ; concours international d'interprétation Mikaël Tariverdiev de Kaliningrad, Russie, en 2009 2e prix, prix du public et prix du gouverneur) ; et le 1er prix du concours international d'improvisation du Festival international d'orgue de St Albans, Angleterre, en juillet 2009. Il reçoit notamment l'enseignement de Michel Bouvard, Jan-Willem Jansen (orgue et clavecin), Louis Robilliard, Philippe Lefebvre (improvisation), et Thérèse Dussaut (piano).
Il enregistre l'intégrale de l'œuvre pour orgue de Max Reger chez les Éditions Hortus.
En avril 2012, il est nommé, sur concours, organiste titulaire des grandes orgues de la cathédrale Saint-André de Bordeaux.
En 2015, il cofonde à Bordeaux l'association Cathedra avec Alexis Duffaure avec qui il en partage la direction artistique.
Jean-Baptiste est le petit-fils de Jean Albert Dupont, l'un des 19 aviateurs qui le 20 juin 1940 furent les premiers à rallier Charles De Gaulle en Angleterre après son Appel du 18 Juin.

## Prix et distinctions
- 2006 : prix François-Vidal décerné par la ville de Toulouse.
- 2008 : Lauréat (3e prix) du concours international d'interprétation Xavier-Darasse de Toulouse.
- 2009 : Lauréat (2e prix et prix du public) du concours international d'interprétation « Mikael Tariverdiev » de Kaliningrad, Russie
- 2009 : 1er prix d'improvisation au concours international de Saint-Albans en Angleterre.
- 2013 : Interprétation de la fantaisie opus 52-3 de Max Reger choisie par l'émission de France Musique le « Jardin des critiques »[5].

## Discographie

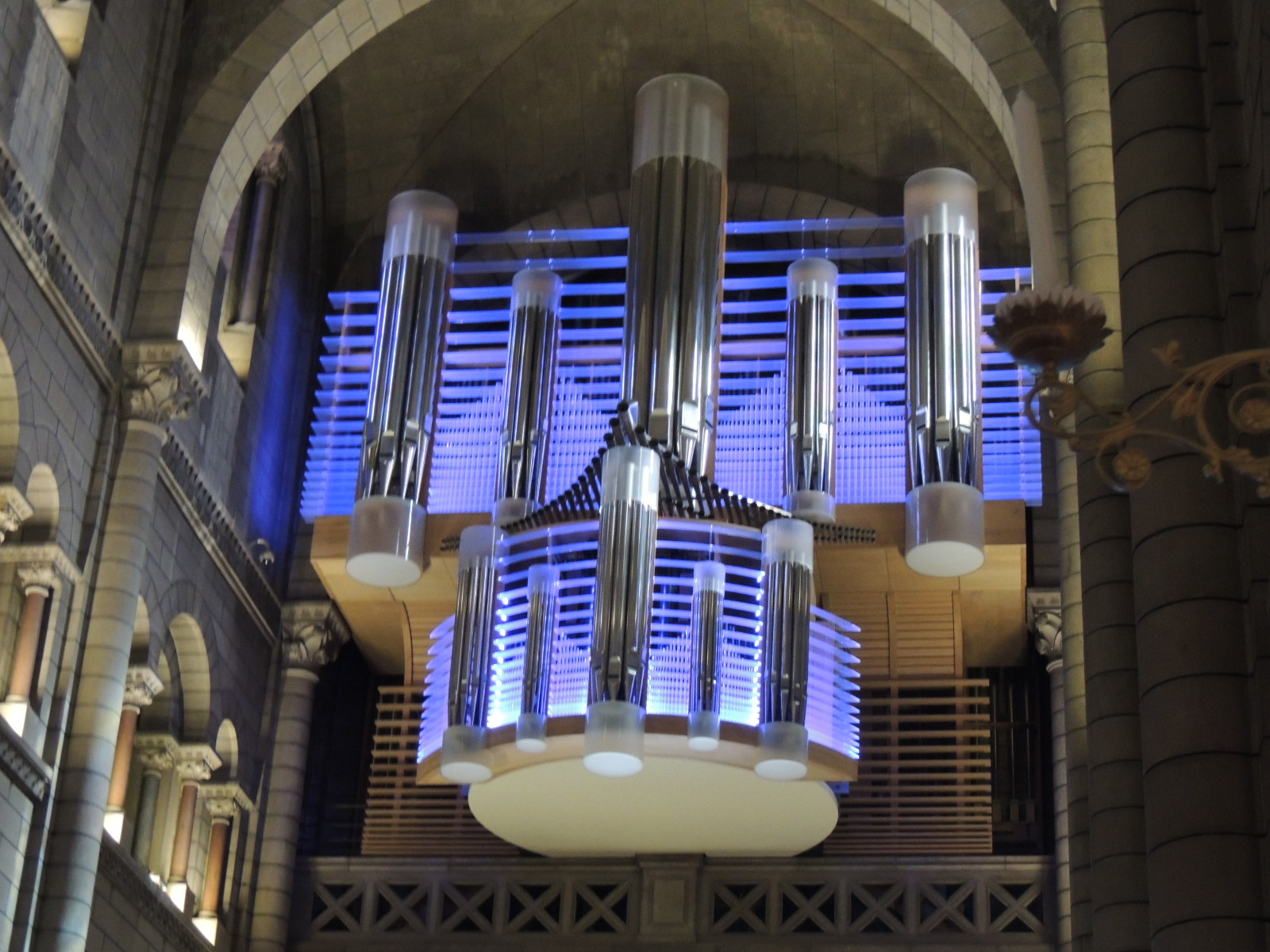
Nouvel orgue (2011) de la cathédrale de Monaco, touché pour Improvisations 2 (avril 2022).

- Intégrale de l'œuvre pour orgue de Max Reger, volume 1 (Hortus, 2012, Hortus 086-087)
- Intégrale de l'œuvre pour orgue de Max Reger, volume 2 (Hortus, 2013, Hortus 097)
- Intégrale de l'œuvre pour orgue de Max Reger, volume 3 (Hortus, 2014, Hortus 111)
- Intégrale de l'œuvre pour orgue de Max Reger, volume 4 (Hortus, 2015, Hortus 125-126)
- Intégrale de l'œuvre pour orgue de Max Reger, volume 5 (Hortus, 2018, Hortus 163-164)
- Improvisations (Hortus, 2019, Hortus 174)
- Widor, Symphonie no 8, Saint-Saens, Ropartz - à l'orgue de la Basilique Saint-Sernin de Toulouse (Audite, 2021, Audite 97.774)
- Improvisations 2 : Triptyque, Jeux d'orgue, Symphonie improvisée sur des thèmes grégoriens – à l'orgue de la cathédrale de Monaco (20-21 avril 2022, Hortus 224)
- Intégrale de l'œuvre pour orgue de Max Reger, volume 6 (Hortus, 2023, Hortus 220)